# Jeremiah Clarke
Jeremiah Clarke (Londres, 1674 - Londres, 1 de dezembro de 1707) foi um compositor britânico.

## Biografia
A marcha Trumpet Voluntary, comum em casamentos e certa vez atribuída a Henry Purcell, é na verdade uma peça para cravo de Clarke, importante compositor da geração pós-Purcell.
Serviu como organista nas catedrais de Winchester e São Paulo (Londres), bem como na Chapel Royal, e sua produção inclui música eclesiástica, odes, canções e música cênica.
Suicidou-se em 1707, aparentemente por um caso de amor frustrado.
Foi sepultado na Catedral de São Paulo na Londres.